# Mánta
Ha minden nimet olyan magyar volna, mint az „mánta“, bizony nem kéne hadakozni a labancz ellen.
A mánta (szlovákul Mantáčtina) szlovákiai német nyelvjárás, melyet elsősorban Mecenzéf környékén beszéltek, de a németek kitelepítése után erősen visszaszorult. A nyelv rossz helyzetében csak a 20. század 90-es éveiben volt újabb fellendülés, újjáalakult Szlovákiában a Kárpátnémet Egyesület és helyben Daloskör is indult.
A német telepesek Mecenzéf környékére az első tatárjárás után érkezhettek. A mánták nevüket állítólag a mit mond? (Bo mant a?) kérdésből nyerték. Bányászattal és vasfeldolgozással foglalkoztak, háborúk idején fegyvereket gyártottak, békében szerszámaik voltak híresek. Mondják, egy jó mánta akár két okos zsidóval felér. A Rákóczi szabadságharcban Czelder Orbán seregében 2 mánta kompánia harcolt. Bottyán seregének 5 ezer fokost készítettek. A fejedelem parancsára pedig az egész mánta vidéket fölmentették a hadiadó alól.
Mecenzéf leghíresebb, nyelvjárásban író költője (Mundartdichter) Gallus Péter római katolikus lelkész volt. A magyarosítást elítélő helytörténészek szerint a helyi dialektus óvta meg a szepesi és abaúji németeket a teljes beolvadástól. A korabeli tendenciáktól eltérően Mecenzéfen csak alkalmi névváltoztatásokra került sor. A mecenzéfiek hungarus-tudatát, patriotizmusát jól példázza az első település (Dörfel) helyén felállított német feliratú millenniumi emlékmű szövege. Magyarosodásuk még az államfordulat után sem szűnt meg, illetve megmaradt a többnyelvűség és a magyarok iránti szimpátia. A csehszlovák népszámlálásokkor nem várható mértékben vallották magukat magyarnak Stósz, Alsó- és Felsőmecenzéf lakói. Az első bécsi döntés nem érintette őket.
Mecenzéfen a legutóbbi népszámlálás során 350 német nemzetiségű (8,3%) élt, az egykor másfél ezres lakosú Felsőmecenzéfen csak félszáz német nemzetiségű, Stószon pedig már csak 30 német (bár német anyanyelvű a duplája) volt. Mánta származású Rudolf Schuster volt elnök is.
Hova ment a kis Jézus 12 éves korában? Felelet: „Uf Josz ungresch léan“ (Jászóra, magyarul tanulni!)